# Єрмолино (Грязовецький район)
Єрмо́лино (рос. Ермолино) — присілок у складі Грязовецького району Вологодської області, Росія. Входить до складу Ростиловського сільського поселення.

## Населення
Населення — 11 осіб (2010; 24 у 2002).
Національний склад (станом на 2002 рік):
- росіяни — 100 %